# Samuel Hammarinus

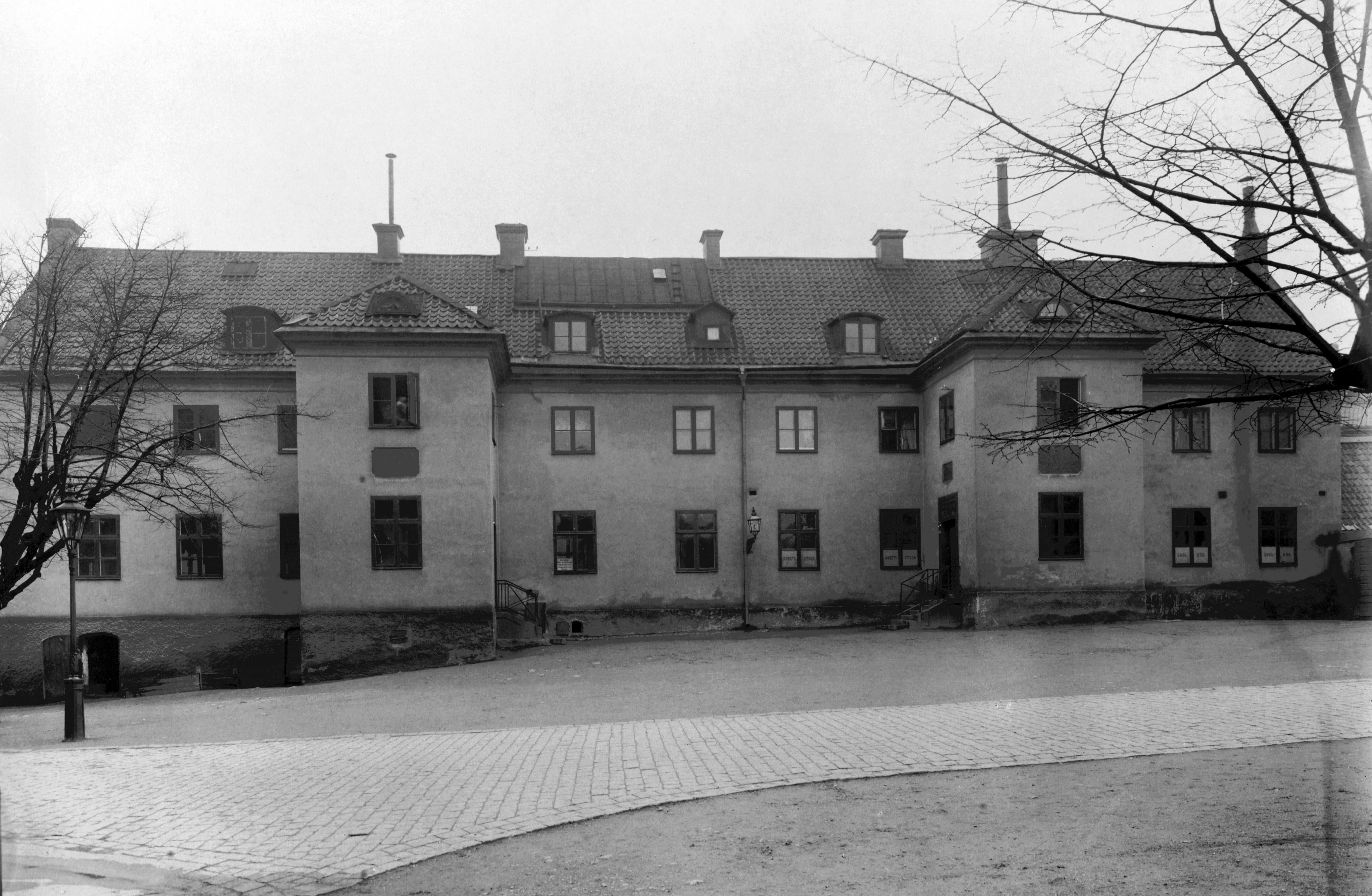
Klara gamla skola grundades av Samuel Hammarinus. Fotot från 1903 visar fasaden in mot Klara kyrkogård.

Samuel Benedicti Hammarinus, död 1667, var en svensk präst. Han var farfar till Henrik Hammarberg.

## Biografi
Hammarinus blev student vid Uppsala universitet 1620, komminister i Klara församling 1630, filosofie magister i Uppsala 1639 och drottning Kristinas hovpredikant 1643 och kyrkoherde i Klara församling 1647 samt kyrkoherde även i Bromma kyrka från 1649, han hade Bromma församling som sitt prebende från 1651.
Hammarinus grundade Klara skola i Stockholm. Skolan grundades 1649 som en trivialskola vid Klara västra kyrkogata. Skolbyggnaden, som var från 1655, förstördes vid Klarabranden 1751, men ersattes med en ny. Då Hammarinus såg att hans piga i sinnesförvirring hängt sig, skar han själv ned liket, vilket ålåg bödeln. Pigan hade "sig med et tömmstycke  upphängt på hans kammardörr i Bromma Prästegård". För detta dömdes han till avsättning från sina prästerliga ämbeten 1663.

### Familj
Samuel Hammarinus var gift med Maria Karkman. Hans barnbarn, Henrik Hammarberg, var "den vilde jägarn, som sätter av i sträck..." i Carl Snoilskys dikt Stenbocks kurir. Författaren Carl Snoilsky var elev på Klara skola på 1850-talet.
Mäster Samuelsgatan i Stockholm har fått sitt namn efter honom.